# Hyla eximia
Hyla eximia, ahora Dryophytes eximius, es una especie de anfibios de la familia Hylidae. Es endémica de México.
Sus hábitats naturales incluyen bosques templados, montanos secos, praderas a gran altitud, ríos, corrientes intermitentes de agua, pantanos, marismas de agua dulce y corrientes intermitentes de agua.
Esta rana mide entre 1.9 a 5.6 cm de largo.  Su piel es verde o marrón con rayas oscuras a los largos de su cuerpo. La rana macho adulta tiene una garganta marrón. La hembra adulta tiene una garganta blanca.
Una de las amenazas para esta rana es que los humanos las atrapen para venderlas como mascotas.  Esta rana produce químicos tóxicos en su piel.  Las personas que han tocado esta rana reportan dolor después de tocarse los ojos.